# Funivia Albino-Selvino
La funivia Albino-Selvino collega Albino, nella bassa Val Seriana, con Selvino, importante località di villeggiatura situata sull'altopiano Selvino-Aviatico, in provincia di Bergamo.

## Storia
L'apertura della ferrovia della Valle Seriana (1884) portò ad un miglioramento dei collegamenti locali, dai quali restavano però esclusi i centri montani.
In particolare, i centri di Selvino e Aviatico, posti su un altopiano, erano raggiungibili solo con le mulattiere storiche.
Fiorirono perciò svariate proposte per collegare l'altopiano con il fondovalle: si progettarono una funivia, una funicolare e una ferrovia a cremagliera, ma a causa degli alti costi previsti non si arrivò a concretizzare nulla.
Per la realizzazione della funivia si dovettero attendere gli anni cinquanta, alla vigilia del boom turistico delle valli bergamasche, che avrebbe portato alla costruzione di molte seconde case. La funivia fu progettata nel 1954 ed aperta nel 1958.
Fu gestita inizialmente, e fino al 1989, dalla Società Anonima Funivia Albino Selvino (SAFAS); in quell'anno passò alla Società Autoferrovie Bergamo (SAB), che nell'anno 2009 la ristrutturò.